# Cirneco di Bagheria
Il cirneco di Bagheria è un cane da caccia originario dell'omonima cittadina della Sicilia.

## Storia
Si conosce poco di questa razza originaria della Sicilia occidentale; le cui origini sono certamente comuni a quelle dei cani dell'area del Mediterraneo meglio conosciuti come cani podenco e/o cirnechi.
In particolare Mario Canton ipotizza (su segnalazione dello studioso Antonio Crepaldi) che il cirneco di Bagheria e il cirneco dell'Etna abbiano avuto un antenato comune; successivamente, viste le particolarissime condizioni geologiche dell'Etna, si è selezionato un cane più piccolo e leggero del cane dei faraoni probabile antenato comune alle due varietà.
La razza viene citata in due testi: 
- Biodiversità Canina Italiana - Catalogazione di Antonio Crepaldi Editore – Centro di Ricerca Universale sulla Biodiversità Canina.
- Mario Canton, Levrieri e segugi primitivi. Antonio Crepaldi Editore, II Ed. 2012 p. 318[2]

Quest'ultimo è frutto di una ricerca cinologica che ha censito 107 razze italiane minori; tra queste alcune razze e/o varianti che non erano mai state descritte prima in letteratura.
La razza, secondo Mario Canton esperto cinofilo italiano, potrebbe essere assimilata al gruppo delle razze autoctone spagnole dette gruppo etnico; sono queste razze di cani che in Spagna vengono censite e registrate in un opportuno registro detto: Registrazioni iniziali di gruppi etnici o in spagnolo Registro de Grupos Étnicos Caninos (RGEC) della Real Sociedad Canina de España.
Questo registro riconosce il fatto che esistono differenze sostanziali tra un cane appartenente ad gruppo etnico ed un cane appartenente ad una razza vera e propria. La creazione di questo registro permetterebbe di recuperare le varianti locali di razze di cani esistenti che rischiano di essere perdute per sempre. Costituendo, lo stesso, il punto di partenza per arrivare successivamente alla creazione della razza di cane vera e propria. Infatti, i cani appartenenti al gruppo etnico hanno e mantengono peculiari e specifici adattamenti ai compiti cui sono destinati, elementi questi su cui si può iniziare una selezione.
È questo il caso del cirneco di Lampedusa, del cirneco di Bagheria e del cirneco sardo quando ci si riferisce ai cani tipo podenco italiani.

## Caratteristiche
Come tutti i cirneco e i cani di tipo podenco, il cirneco di Bagheria caccia la lepre utilizzando tutti e tre i sensi: vista, udito ed olfatto. Inoltre, è perfettamente adattato alle condizioni climatiche della Sicilia occidentale e dei territori del Palermitano.
(Mario Canton)